# Taybeh
Taybeh ( in arabo الطيبة‎?  ) è un villaggio palestinese in Cisgiordania, 15 chilometri (9,3 miglia) a nord-est di Gerusalemme e 12 chilometri (7,4 miglia) a nord-est di Ramallah nel Governatorato di Ramallah e al-Bireh, a 850 metri (2788 piedi) sul livello del mare. Secondo l'ufficio centrale palestinese di statistica, Taybeh aveva una popolazione di 1.340 abitanti nel 2017. Taybeh è l'unica comunità completamente cristiana in Palestina.

## Etimologia
È stato dimostrato come la città sia menzionata nella Bibbia con il nome di Ofrah. Durante l'antichità portò il nome di Efraim. Dopo la conquista musulmana, nella regione l'arabo divenne la lingua prevalente. Vista la forte assonanza con il termine arabo afrit (demone), Ofrah non fu considerato di buon auspicio. Sotto il regno di Saladino, il nome fu cambiato in quello attuale (traducibile in buon nome).
Secondo la tradizione locale, Saladino fu colpito dall'ospitalità della gente del posto, e chiamò il villaggio Taybeh, o "bene" in arabo. Un'altra versione della storia riporta che, incantato dalla loro bontà e dalla bellezza dei loro volti, ordinò al villaggio di essere ribattezzato Tayyibat al-Isem ("bello di nome") invece di quello che sembrava Afra ("pieno di polvere").

## Rilevanza evangelica
Secondo la Bibbia, Gesù, dopo la risurrezione di Lazzaro, si ritirò con i suoi discepoli in questa città (Efraim). Giovanni scrive: "Da quel giorno in poi (i farisei ) hanno preso la decisione di ucciderlo. Gesù non camminava più in pubblico tra gli ebrei. Se ne andò in una regione vicino al deserto, in una città chiamata Aphram, ed era lì che abitavano lui e i suoi discepoli "(Giovanni 11: 53–54). Ciò è accaduto durante i primi giorni di Nissan probabilmente intorno all'anno 30.
Gesù si ritirò su una collina rocciosa che era situata 8   km da Taybeh verso il Giordano, per fortificare il suo spirito, pregare, digiunare ed esporsi alla tentazione. Ecco perché questa collina rocciosa è conosciuta come Qarantal, dalla radice latina "Quarenta" (quaranta), che allude ai quaranta giorni che Gesù digiunò. Secondo l'evangelista, Taybeh/Aphram è il luogo isolato in cui Gesù ha trovato la diafana quiete per preparare se stesso e i suoi discepoli al grande sacrificio.

## Storia

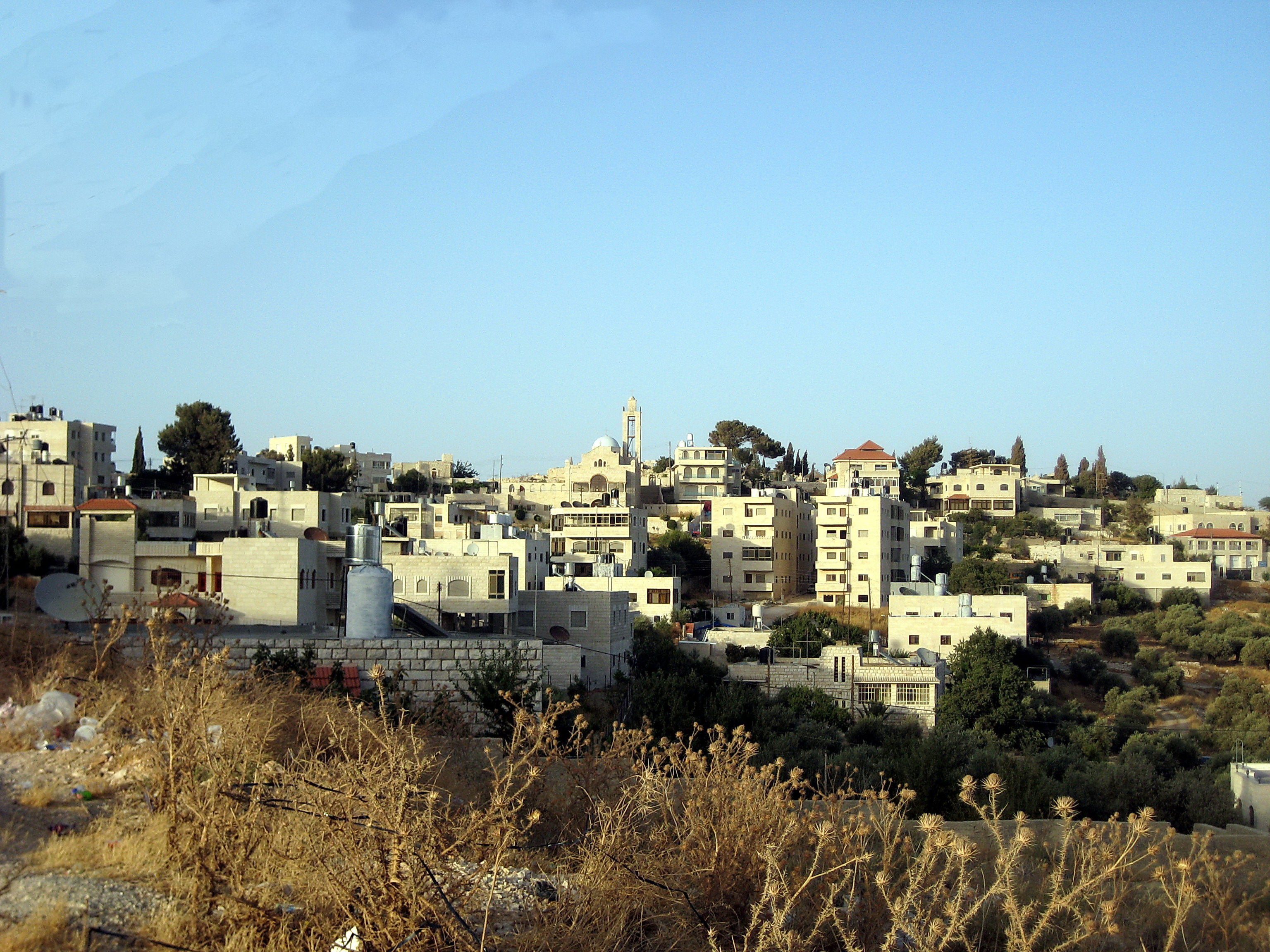
Vista di Taybeh

Nel V secolo, una chiesa, oggi nota come Chiesa di San Giorgio, fu costruita nella parte orientale della città. Nel XII secolo, un'altra chiesa fu costruita dai crociati affiancata alla prima.
I crociati fortificarono Taybeh costruendo il Castello di Sant'Elia. Nel febbraio 1182, Joscelin III affidò il castello al re Baldovino IV di Gerusalemme insieme ad alcune altre proprietà in cambio della signoria di Mi'ilya. Nel 1185, il re Baldovino V di Gerusalemme concesse il castello a suo nonno Guglielmo V, Marchese di Montferrat.
Tuttavia, nel 1187 Taybeh cadde sotto Saladino sulla scia della battaglia di Hattin . Imad ad-Din al-Isfahani lo descrive come una fortezza crociata presa da Saladino, mentre Yaqut al-Hamawi lo descrive, sotto il nome di Afra, come "una fortezza nella provincia di Filastin, vicino a Gerusalemme".

### Era ottomana
Nel 1596, un villaggio di nome Tayyibat al-Isem apparve nei registri fiscali ottomani come nel Nahiya di Quds del Liwa di Quds . Aveva una popolazione di 63 famiglie musulmane e 23 famiglie cristiane. Il villaggio pagava tasse su grano, orzo, viti o alberi da frutto e capre o alveari; per un totale di 22.100 akçe . Tutte le entrate andavano a un Waqf.
Intorno al 1810-1820 una grande battaglia fu combattuta nel villaggio tra le fazioni rivali "Kais" e "Yamani". Quest'ultima ne uscì vincitrice, guidata dallo sceicco Abu Ghosh. Quando Edward Robinson la visitò nel 1838, trovò che conteneva 75 abitanti tassabili, indicando una popolazione di circa 300-400 persone. È stato inoltre rilevato come un villaggio cristiano greco nel distretto di Beni Salim, a est di Gerusalemme.
L'esploratore francese Victor Guérin visitò il villaggio nel 1863 e descrisse Thayebeh come un villaggio con circa 800 abitanti, 60 cattolici e il resto greco-ortodosso. Guérin inoltre notò i resti di un grande edificio sulla cima di una collina. Un elenco di villaggi ottomani del 1870 circa mostrava che Taybeh era una città cristiana con 87 case e una popolazione di 283, sebbene il numero di abitanti includesse solo gli uomini.
Nel 1882, il sondaggio sulla Palestina occidentale del Palestine Exploration Fund descrisse Taiyibeh come un "grande villaggio cristiano in una posizione cospicua, con case in pietra ben costruite. Una torre centrale si erge sulla cima della collina; su entrambi i lati si trovano giardini di ulivi e fichi in pianura. La vista è ampia su entrambi i lati. Una chiesa in rovina di San Giorgio esiste vicino, e ci sono resti di un castello in rovina nel villaggio. Gli abitanti sono cristiani greci."
Charles de Foucauld (1853–1916), esploratore ed eremita francese, attraversò Taybeh nel gennaio 1889 e tornò nel 1898. Ispirato dalla sua visita, scrisse "Otto giorni ad Aphram, ritiro del 1898, dal lunedì dopo la quaresima di domenica, (14 marzo) al lunedì, dopo la quaresima di quaresima (21 marzo)".
Nel 1896 la popolazione di Et-taijibe era stimata in circa 672 persone.

### Era del mandato britannico
Nel censimento del 1922 della Palestina condotto dalle autorità del Mandato britannico, Al Taibeh aveva una popolazione di 961: 954 cristiani e 7 musulmani, dove 663 erano ortodossi, 249 cattolici romani, 60 cattolici greci (melchiti) e 2 anglicani.
Nel 1927 fu costruita una chiesa greco-ortodossa su una chiesa bizantina, incorporando con cura elementi architettonici, come colonne, architravi, capitelli, due fonti e un mosaico frammentario con un'iscrizione greca.
Al tempo del censimento del 1931, Taybeh aveva una popolazione di 1.125; 1038 cristiani e 87 musulmani che vivono in 262 case.
La popolazione era aumentata nel 1945 a 1.330; 1.180 cristiani e 150 musulmani, mentre la superficie totale era di 20.231 dunam, secondo un sondaggio ufficiale sulla terra e sulla popolazione. Di questi 5.287 sono stati assegnati a piantagioni e terreni irrigabili, 5.748 a cereali, mentre 80 dunam sono stati classificati come aree edificate.

### Era giordana
Sulla scia della guerra arabo-israeliana del 1948 e dopo gli accordi di armistizio del 1949, Taybeh passò sotto il dominio giordano.
Il censimento giordano del 1961 rilevò1.677 abitanti a Taybeh, di cui 1.176 cristiani.

### Occupazione israeliana
Dopo la guerra dei sei giorni del 1967, Taybeh passò sotto l'occupazione israeliana.
Nel 1986, il Centro pellegrinaggi Charles de Foucauld, finanziato dalla Luogotenenza francese dei Cavalieri del Santo Sepolcro, fu aperto nel villaggio.
Dopo gli accordi del 1995, il 35% delle terre del villaggio è definito come Area B, mentre il restante 65% è in Area C. Israele ha confiscato 393 dunam di terra da Taybeh per la costruzione degli insediamenti israeliani di Rimmonim e 22 dunam per Ofra.
Nel settembre 2005, centinaia di uomini musulmani di Deir Jarir hanno dato alle fiamme le case di Taybeh in risposta alla relazione tra una donna musulmana di 30 anni di Deir Jarir con un cristiano di Taybeh. I residenti di Taybeh hanno chiamato le autorità di intervenire, gli israeliani sono arrivati per primi ma hanno osservato e non sono intervenuti. I poliziotti palestinesi che provenivano da Ramallah sono stati trattenuti al checkpoint israeliano per tre ore perché gli israeliani non permettevano loro di passare, alla fine gli è stato permesso di passare dopo continue chiamate dal consolato americano a Gerusalemme. Nonostante l'incidente, le città vicine continuano a intrattenere relazioni positive; i residenti dicono "la gente di Taybeh e la gente di Deir Jarir sono una famiglia".
Il 19 aprile 2013 i coloni israeliani hanno tentato di impadronirsi del monastero di Taybeh e della sua cappella adiacente. I giovani di Taybeh e dei villaggi circostanti, tra cui Deir Jreir, Ramun, Silwad, Kafr Malik ed Ein Yabrud, hanno cacciato i coloni. I palestinesi della zona vicina manifestano regolarmente nella terra del monastero e i palestinesi musulmani tengono le preghiere di venerdì sul terreno per proteggerlo dai possibili tentativi israeliani di espropriarlo.

## Monumenti e luoghi di interesse

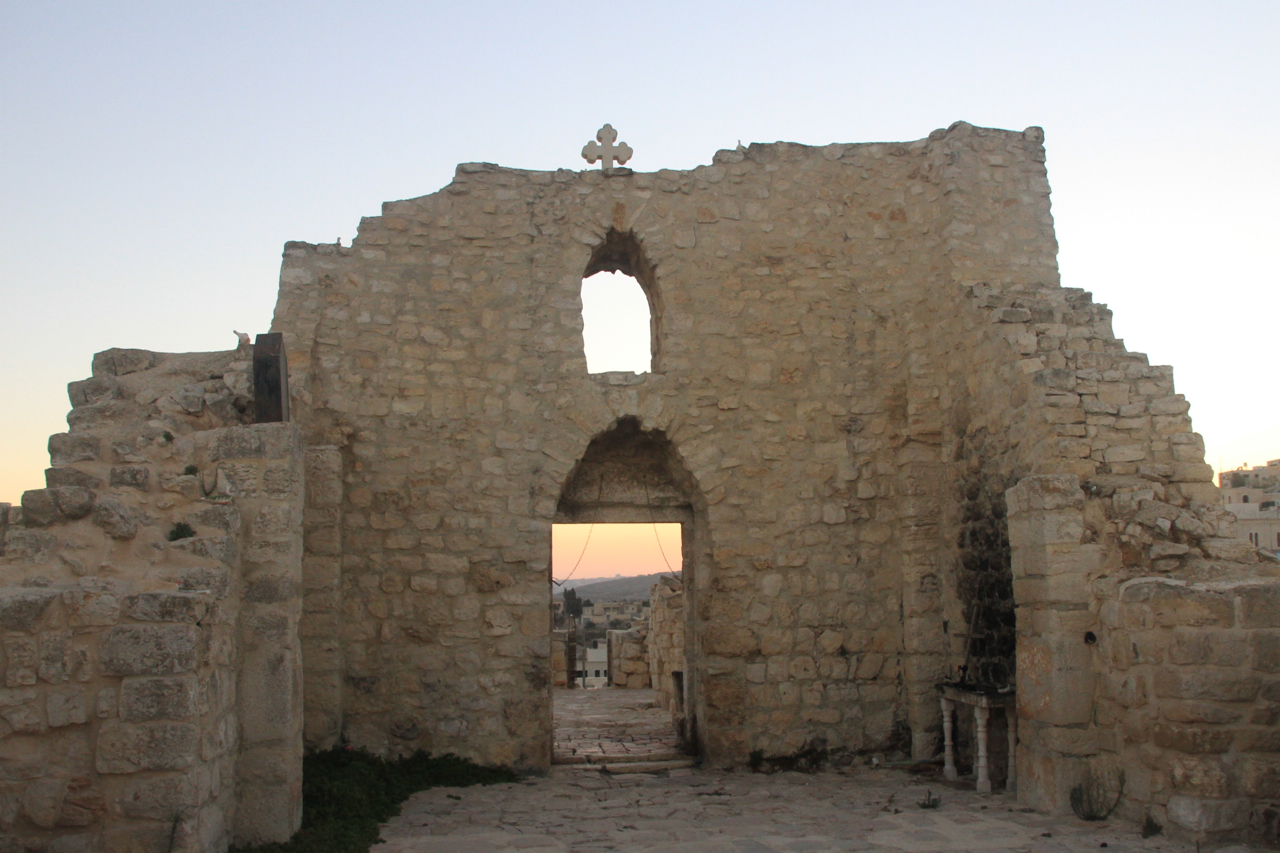
Rovine della chiesa di San Giorgio

La chiesa di Al-Khidr, o chiesa di San Giorgio, si trova ad est del centro di Taybeh ed è stata costruita in due periodi, prima in epoca bizantina e poi in epoca crociata.
I resti di un castello crociato, chiamato Castello di Sant'Elia, sono ancora visibili.

## Società

### Evoluzione demografica
Taybeh è un villaggio cristiano, popolato da cattolici, ortodossi e melchiti. Nel 2008 Taybeh aveva un basso tasso di natalità e gli abitanti temevano che la popolazione sarebbe scomparsa del tutto. Secondo il sindaco, la popolazione nel 2010 era di 2.300, con 12.000 ex residenti e i loro discendenti che vivevano negli Stati Uniti, in Cile e in Guatemala.

## Cultura

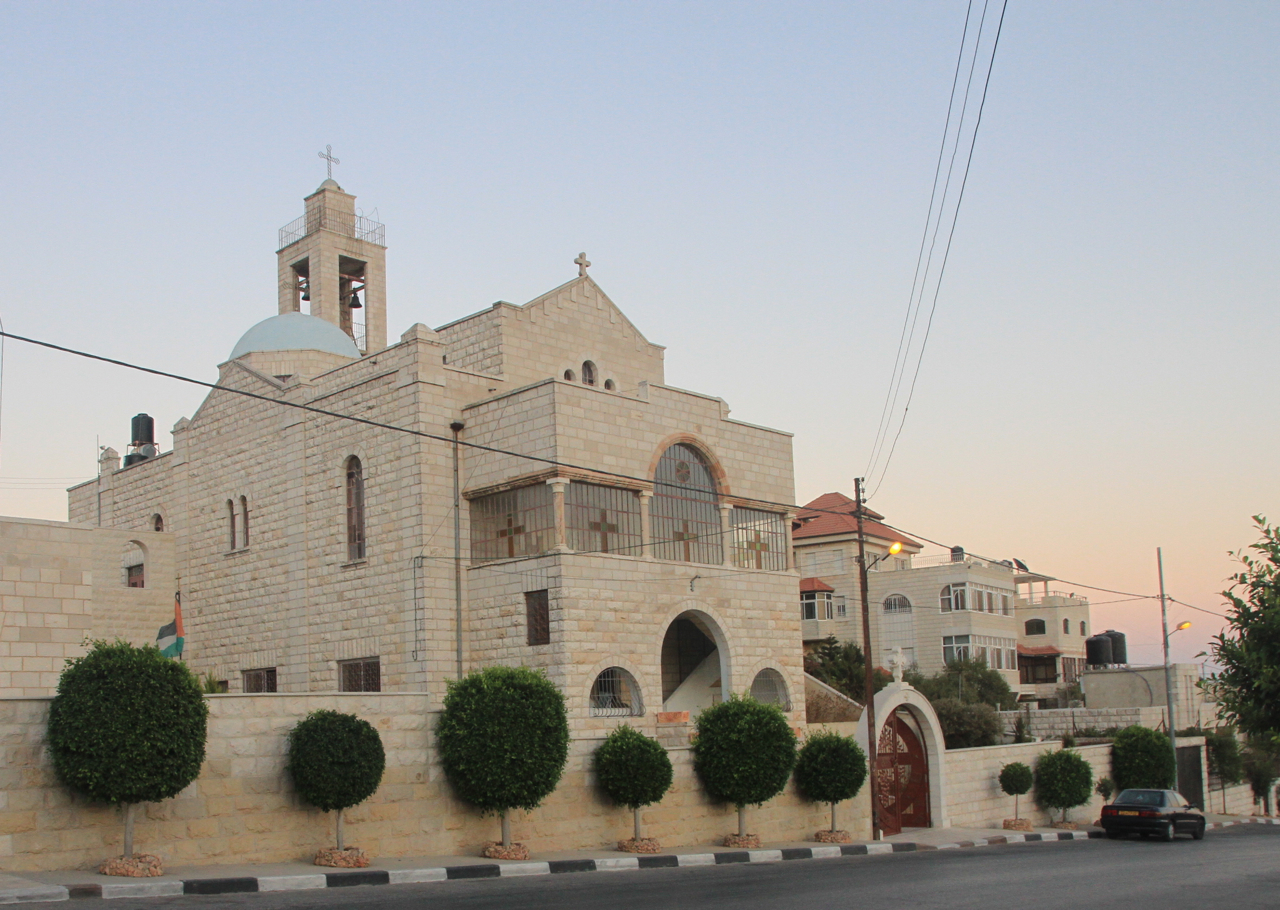
Chiesa di Taybeh, 2010

La scuola patriarcale ortodossa serve oltre 270 studenti e la scuola cattolica romana (latina) ne serve oltre 400.
Le diverse confessioni cristiane celebrano insieme a Pasqua e Natale. La parrocchia latina gestisce una scuola, un centro medico, un ostello per pellegrini e programmi per i giovani.
La costruzione di una nuova scuola materna e di aule aggiuntive per la scuola greco-ortodossa di Al-Taybeh è stata completata nel 2012 con un finanziamento USAID di $ 750.000. La scuola, costruita 130 anni fa, è la più grande di Taybeh. È frequentata da 430 studenti di Taybeh e dei villaggi vicini.

## Economia

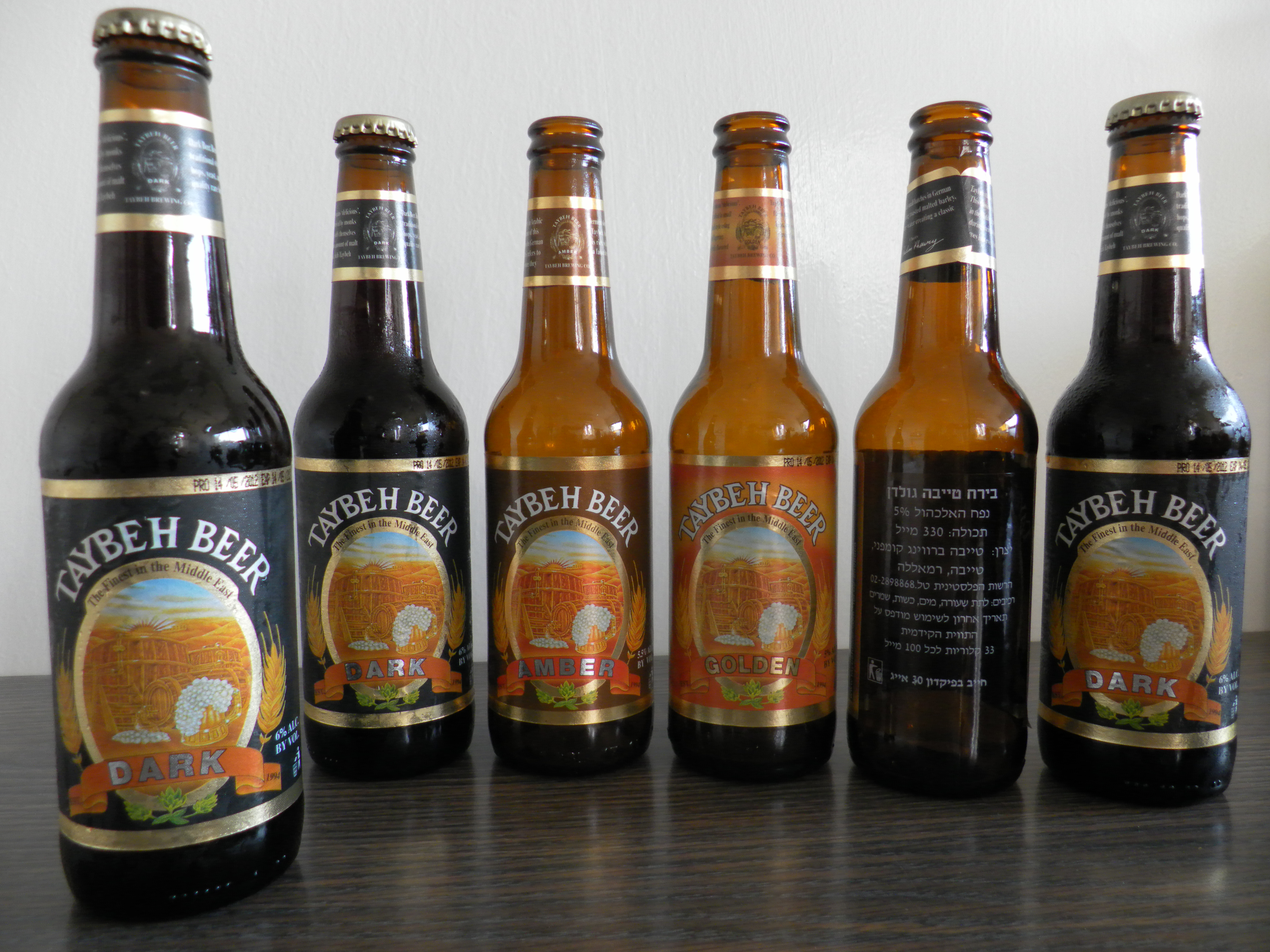
Birra di Taybeh

Taybeh è sede della Taybeh Brewery, uno dei pochi birrifici in Palestina. Dal 2005 si tiene una celebrazione dell'Oktoberfest a Taybeh, con l'obiettivo di promuovere i prodotti locali palestinesi e attirare il turismo. La celebrazione offre gare di birra, spettacoli culturali, tradizionali e musicali e altre attrazioni. Da 500 litri di birra nel 1995, la società ha prodotto 600.000 litri nel 2011, venduti principalmente in Cisgiordania e Israele. Prima della Seconda Intifada, la birra veniva venduta a bar di lusso in Israele. Secondo David Khoury, il birrificio vende 6 milioni di litri all'anno ed esporta i suoi prodotti fino al Giappone.
A seguito delle difficoltà riscontrate nel superare i controlli israeliani, per esportare tale prodotto, la società ha aperto uno stabilimento anche in Belgio.
Nel novembre 2014, Nadim Khoury, il co-fondatore della Taybeh Brewing Company, ha anche aperto una linea di vini Taybeh commercializzati con il marchio "Nadim" (arabo per "compagno di bevute") per una varietà di vini, come Merlot, Cabernet Sauvignon e Syrah.

## Amministrazione
L'ex sindaco di Taybeh è David Khoury, co-proprietario del birrificio locale istituito da suo fratello.

## Galleria d'immagini

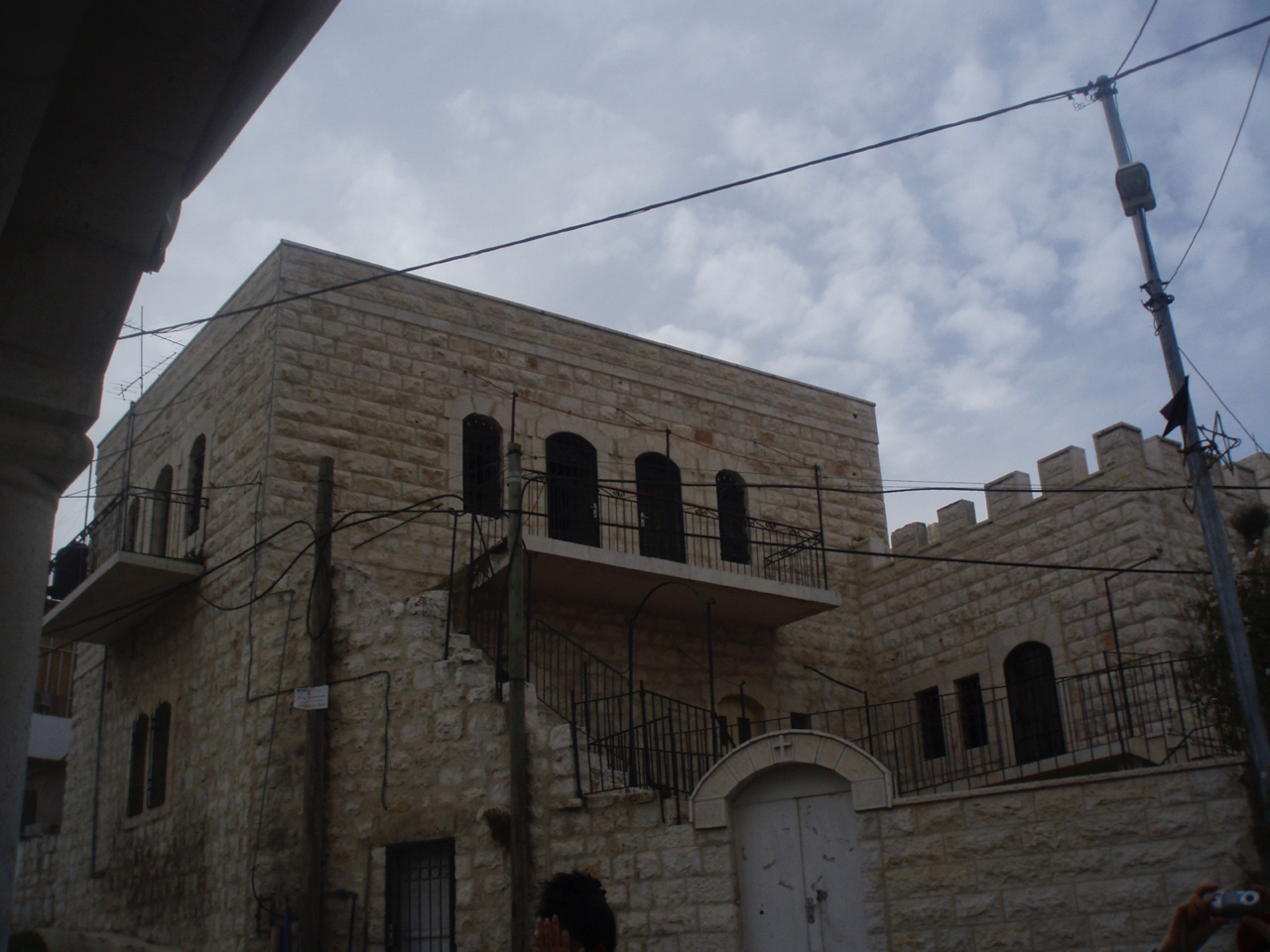
Scorcio di Taybeh
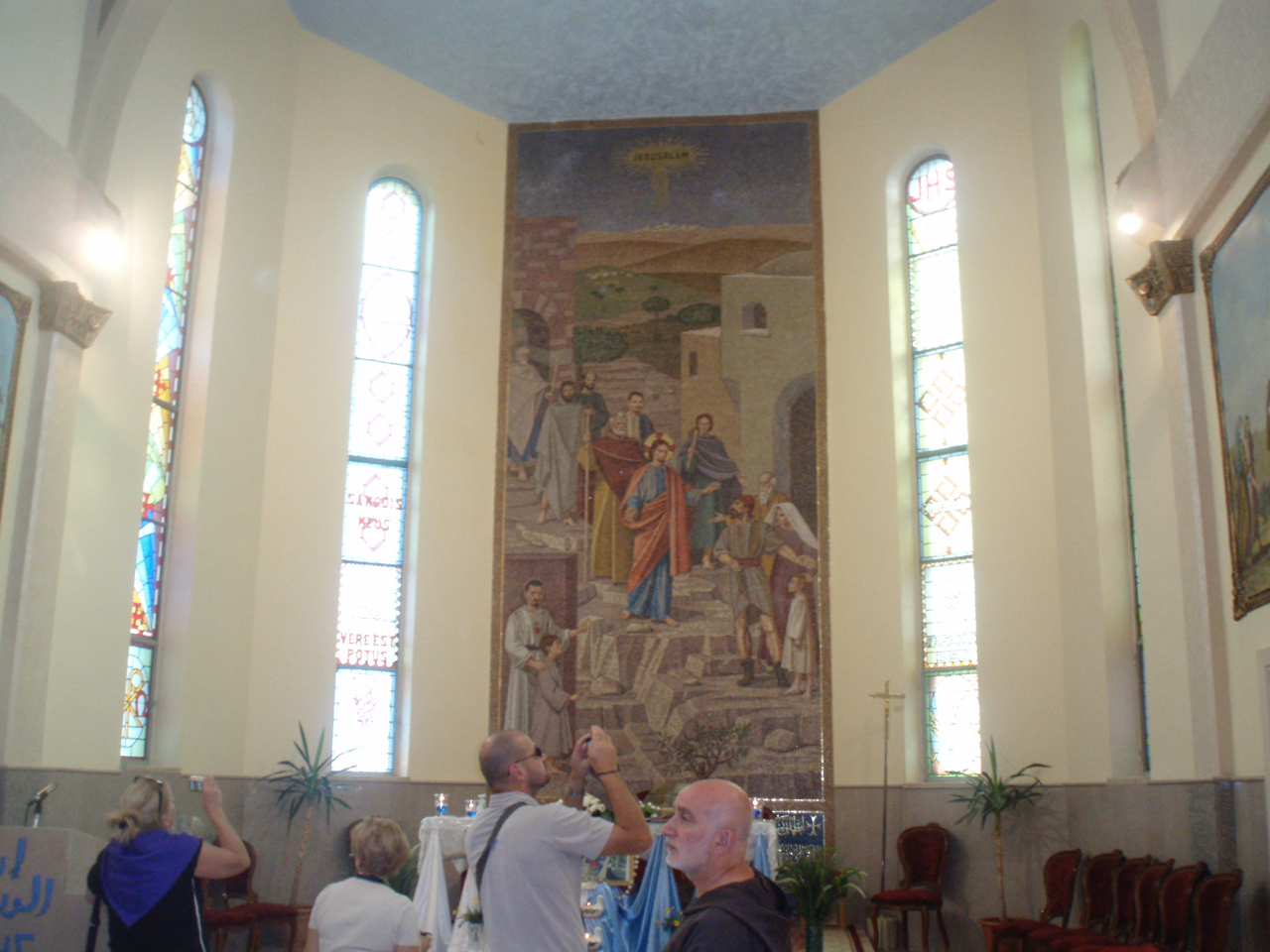
Particolare dell'interno della chiesa latina
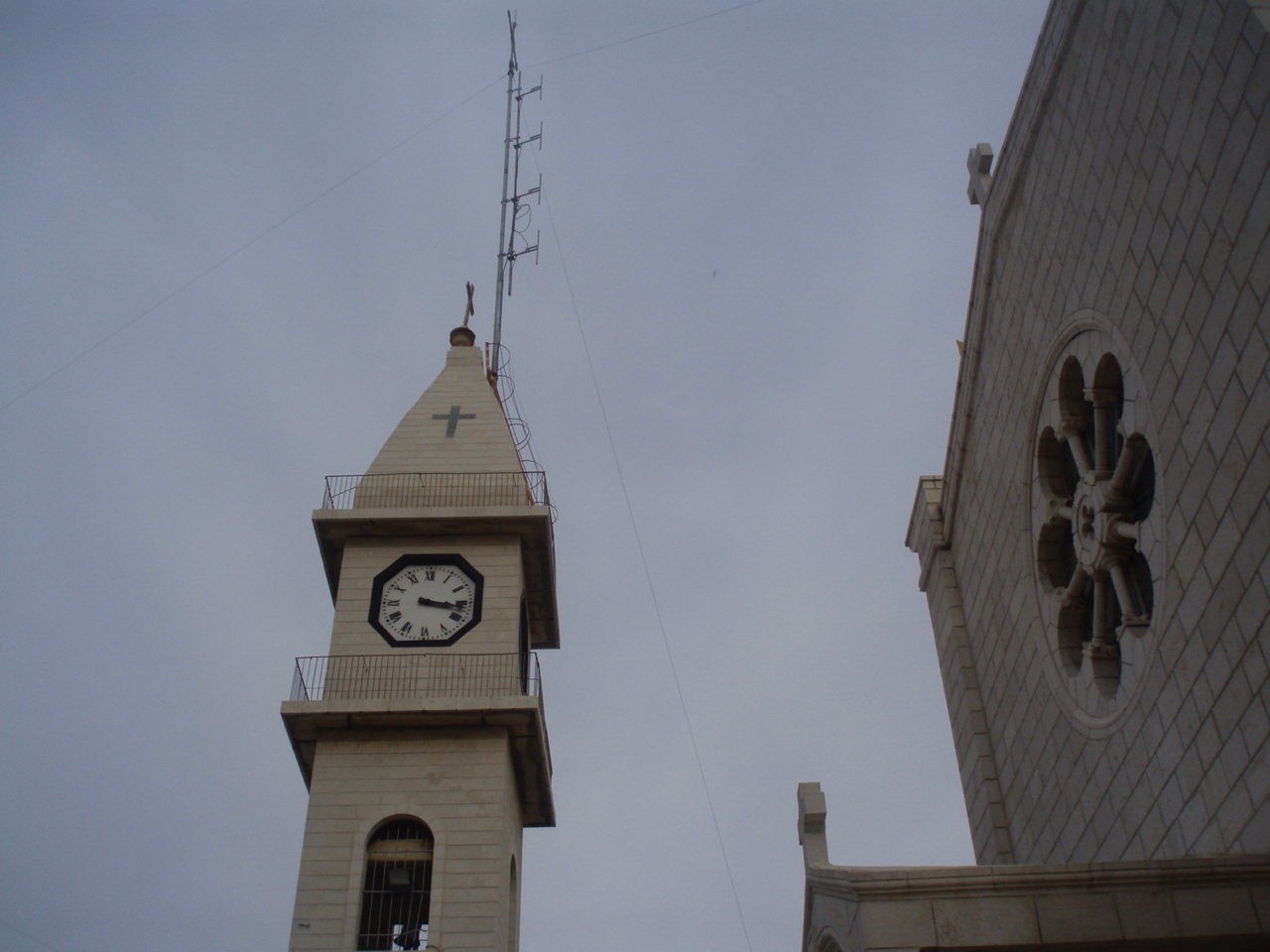
Particolare del campanile della chiesa latina di Taybeh
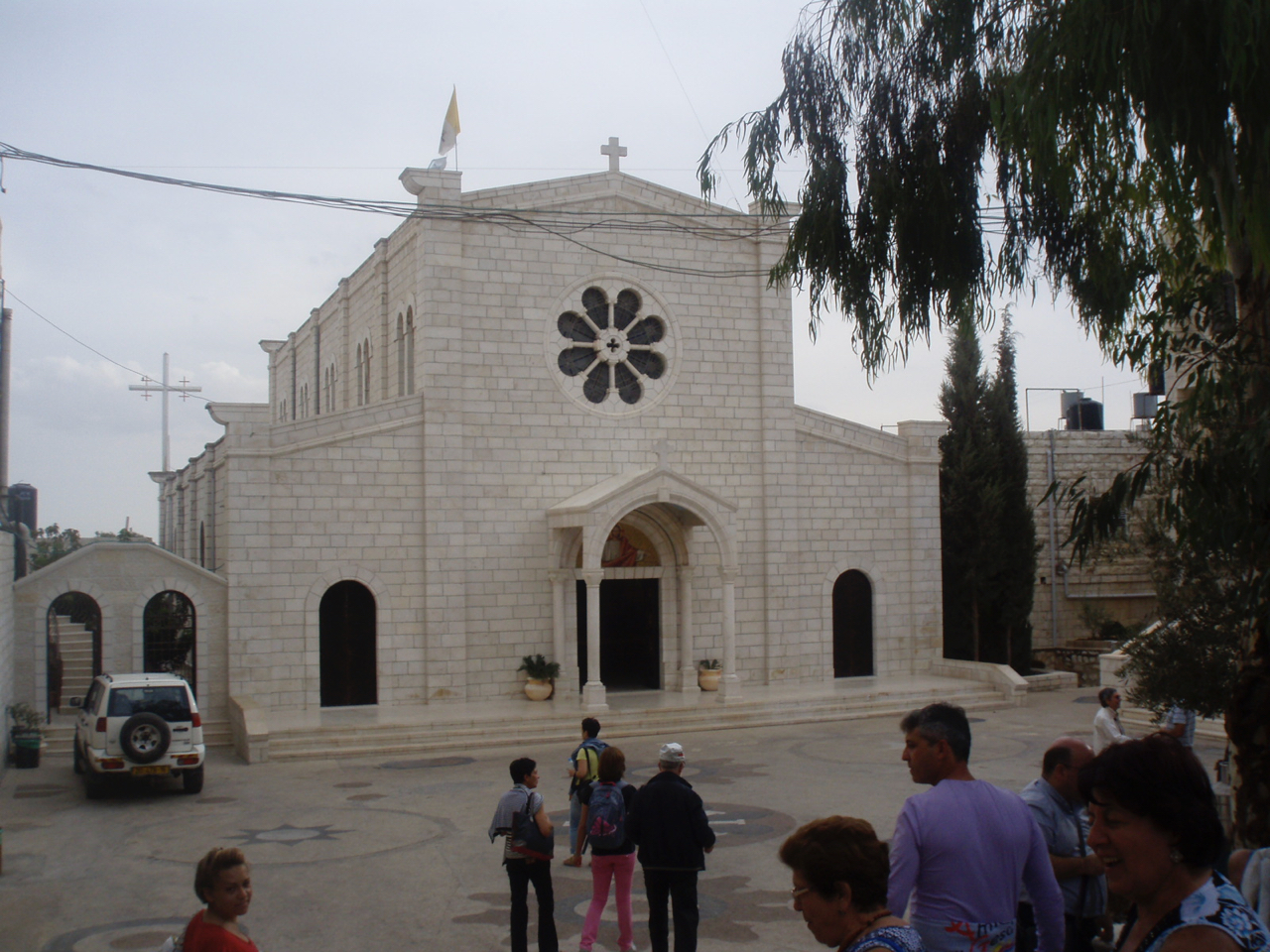
La parrocchia latina